# Mouvement des démocrates socialistes
Ne doit pas être confondu avec Mouvement des socialistes démocrates.
Le Mouvement des démocrates socialistes (arabe : حركة الديمقراطيين الاشتراكيين) ou MDS est un parti politique tunisien fondé le 10 juin 1978 par Ahmed Mestiri qui en devient le premier secrétaire général.

## Histoire
La naissance du MDS remonte au milieu des années 1970. Il est fondé par des militants appartenant au courant libéral au sein du Parti socialiste destourien (PSD) du président Habib Bourguiba, parti unique de l'époque, qui se réunissent autour d'Ahmed Mestiri, ancien ministre de l'Intérieur.
Mestiri avait annoncé sa volonté de créer un parti d'opposition pour instaurer le pluralisme politique en Tunisie. En 1981, le parti participe aux premières élections pluralistes. Le 19 novembre 1983, il est officiellement reconnu par le gouvernement.

### Années 1980 et consécration par les urnes
Au début des années 1980, à la faveur des tentatives de libéralisation démocratique de la Tunisie, le MDS gagne en popularité. En 1981, le parti participe aux élections législatives, les premières élections pluralistes en Tunisie. Ses listes de couleur verte connaissent un fort succès et, à la surprise générale, le parti remporte les élections. Cependant, le PSD empêche l'entrée au parlement du MDS et le ministère de l'Intérieur annonce de faux résultats.
À la suite de la fraude, Mestiri publie un article intitulé J'accuse dans l'organe du parti, L'Avenir, où il accuse le ministre de l'Intérieur et les gouverneurs des régions d'avoir ordonné et orchestré la fraude électorale.
En 1983, le multipartisme est officiellement instauré en Tunisie et le parti obtient sa légalisation.
En 1987, l'arrivée au pouvoir de Zine el-Abidine Ben Ali suscite un espoir d'ouverture en Tunisie. Comme tous les partis de l'opposition de l'époque, le MDS, qui est alors considéré comme le premier parti d'opposition avec Ennahdha, signe le 7 novembre 1988 le Pacte national qui constitue une sorte de code de conduite pour le gouvernement et les partis de l'opposition autour des valeurs de nationalisme, d'authenticité, d'ouverture et de tolérance.
En 1989, le parti croit comme toute l'opposition de l'époque à la promesse d'ouverture de Ben Ali et participe aux élections législatives sans présenter de candidats aux présidentielles. À cette occasion, le parti refuse de faire front commun contre les islamistes d'Ennahdha avec le Rassemblement constitutionnel démocratique, héritier du PSD et parti du président Ben Ali. Le ministère de l'Intérieur annonce à nouveau de faux résultats qui donnent une victoire à hauteur de 99 % des voix au RCD.

### Années 1990 et mise au pas par le régime
Après l'échec du MDS aux élections législatives de 1989, Mestiri se retire du secrétariat général puis met fin à toute activité politique. Le 10 septembre, Mohamed Moada remplace Mestiri au poste de secrétaire général avant de prendre le titre de président en 1992.
Le parti connaît une scission avec le départ de l'un de ses fondateurs, Mustapha Ben Jaafar, membre du bureau politique qui souhaite prendre des distances à l'égard du régime dont la dérive autoritaire s'affirme, alors que le nouveau secrétaire général Moada milite pour un rapprochement avec le pouvoir pour faire face à la menace intégriste. Ben Jaafar fonde un nouveau parti : le Forum démocratique pour le travail et les libertés.
Le parti conduit par Moada soutient la candidature du président Ben Ali en 1994 et présente des listes aux législatives. Les élections qui se tiennent en l'absence totale de liberté se traduisent par la victoire sans surprise de Ben Ali et du RCD avec des scores avoisinant les 99 %. Le MDS obtient dix des sièges reversés à l'opposition. Par contre, il n'obtient que six sièges sur près de 4 000 aux élections municipales tenues l'année suivante.
Son secrétaire général change alors de ton face au pouvoir : Moada est alors incarcéré le 11 octobre 1995 après avoir rendu publique une lettre adressée au président Ben Ali dans laquelle il dénonce la dégradation de la situation des droits de l'homme et des libertés civiles en Tunisie. Condamné en février 1996 à onze ans d'emprisonnement pour « menaces à la sûreté extérieure de l'État » et « intelligence avec des agents d'une puissance étrangère », il bénéficie en décembre d'une mesure de libération conditionnelle à la suite d'un vaste mouvement de pressions nationales et internationales.
En 1997, à l'issue d'un congrès extraordinaire controversé, Ismaïl Boulahya, dernier membre fondateur encore en fonction, est appelé à la tête du secrétariat général malgré le boycott des éléments restés fidèles à Moada. Ce dernier, libéré après 17 mois de détention, refuse de reconnaître la nouvelle direction.
En 1999, la direction du MDS soutient officiellement la candidature de Ben Ali aux élections présidentielles et obtient seize sièges à la Chambre des députés.

### Années 2000 et montée de la contestation interne
Boulahya est réélu à son poste en 2001. En juin de la même année, Moada est à nouveau incarcéré après avoir noué une alliance avec Rached Ghannouchi, chef d'Ennahdha, et pris position contre une nouvelle candidature du président Ben Ali à la prochaine élection présidentielle. En mars 2002, il bénéficie d'une grâce présidentielle et se voit rétabli dans ses droits politiques et civiques. Le 10 juin, aux côtés de Boulahya et d'autres cadres du mouvement, il annonce une « initiative de réconciliation ».
Sous la direction de Moada et Boulahya, le parti participe à toutes les élections législatives. Le secrétaire général Boulahya soutient à nouveau la candidature du président Ben Ali aux élections présidentielles de 2004. Au congrès tenu en août 2008, des amendements au règlement intérieur créent un poste de coordinateur général et deux postes de vice-secrétaires généraux et ramènent le nombre des membres du bureau politique de 25 à 15. Boulahya est reconduit comme secrétaire général alors que Moada devient coordinateur général. Taïeb Mohsni et Sahbi Bouderbala deviennent vice-secrétaires généraux.
Quelques jours avant le congrès, un militant dissident du MDS, Mohamed Hédi Ben Saïd, est arrêté le 28 juillet 2008 et condamné à deux mois de prison qu'il purge à la prison de la Mornaguia sous prétexte d'une infraction au code de la route. Son procès considéré comme inéquitable par Human Rights Watch. La proximité entre les deux évènements aurait visé à intimider des dissidents au sein du parti pour les obliger à adhérer à la ligne de conduite prêchant le soutien au régime. Au sein même du congrès, moins de vingt des 400 congressistes prévus initialement assistent au vote des motions. En dépit de l'annulation de fait du congrès, ses résultats sont maintenus.
En 2009, Boulahya suscite à nouveau la controverse au sein du parti en soutenant la candidature de Ben Ali aux élections présidentielles qui se tiennent au mois d'octobre de la même année. Boulahya déclare à cette occasion que Ben Ali est « le plus habilité à faire avancer davantage le processus de réformes et de développement, pour que la Tunisie puisse rejoindre le concert des pays avancés ».
En janvier 2011, à la suite de la révolution tunisienne, Boulahya est écarté de la tête du MDS et remplacé par Taïeb Mohsni, premier vice-secrétaire général qui préside le bureau politique. Il convoque un congrès extraordinaire pour le 1er mai de la même année, alors que d'anciens membres, écartés du parti pour leur refus de la ligne politique adoptée, ont constitué un comité se présentant comme le bureau exécutif du MDS et se sont d'ailleurs approprié ses locaux. Ils sont dirigés par Ahmed Khaskhoussi et Mohamed Ali Khalfallah et affirment avoir reçu le soutien de nombreuses fédérations. Khalfallah tente en vain de réunir les deux parties en un congrès extraordinaire, le 27 février 2011, mais se retire après son échec ; deux congrès parallèles ont lieu le même jour. Le congrès de Khaskhoussi, considéré comme le 5e du parti, réunit près de 380 congressistes au palais des congrès de Tunis, alors que celui de Mohsni, considéré comme le 9e, réunit 200 congressistes dans une salle de fêtes à La Marsa. Chacun d'eux élit son comité directeur mais c'est celui de Khaskhoussi qui est implicitement reconnu par les autorités qui l'intègrent à la Haute instance pour la réalisation des objectifs de la révolution, de la réforme politique et de la transition démocratique.
Le 14 août, le conseil national élit Mohamed Ali Khalfallah comme président ; Taïeb Mohsni est secrétaire général et Ahmed Zaghdan coordinateur principal. Le 23 octobre 2011, le MDS obtient deux élus à l'assemblée constituante tunisienne chargée de rédiger une nouvelle constitution après l'effondrement du régime de Ben Ali. L'un d'eux rallie Ennahdha en 2013 et l'autre la Voie démocratique et sociale en 2014.

## Résultats électoraux
| Année   | Voix    | %      | Rang | Sièges   | Gouvernements       |
| ------- | ------- | ------ | ---- | -------- | ------------------- |
| 1981    | 63 234  | 3,30 % | 2e   | 0 / 136  | Extra-parlementaire |
| 1989    | 76 250  | 3,80 % | 2e   | 0 / 141  | Extra-parlementaire |
| 1994    | 30 660  | 1,10 % | 2e   | 10 / 163 | Opposition          |
| 1999    |         | 7,14 % | 2e   | 13 / 182 | Opposition          |
| 2004    | 194 829 | 4,60 % | 2e   | 14 / 214 | Opposition          |
| 2009    |         | 4,63 % | 2e   | 14 / 214 | Opposition          |
| 2011 AC | 22 830  | 0,56 % | 11e  | 2 / 217  | Opposition          |
| 2014    | 5 792   | 0,17 % | 17e  | 1 / 217  | Opposition          |

## Publications
Le parti publie son propre périodique en version française et arabe (L'Avenir et Al Mostaqbal).